# Vestalis apicalis
Vestalis apicalis – gatunek ważki z rodziny świteziankowatych (Calopterygidae).